# Frederick Winslow Taylor
Frederick Winslow Taylor (Germantown, Pennsylvania, 1856. március 20. – Philadelphia, 1915. március 21.) amerikai mérnök, akinek 1911-ben kiadott „A tudományos irányítás alapelvei” című könyve a 20. század első felének ipari vezetéselméleti bestsellere volt.

## Életpályája
1856. március 20-án született Philadelphiában egy jómódú Kvéker kereskedő családban. Szülei a művészetet és filozófiát kedvelő Franklin Taylor és Emily Winslow voltak. Testvéreivel elegáns magániskolákban tanult. Taylor családja a város elsőrangú beruházási bankárjának, Edmand W. Clark családjával volt közeli kapcsolatban. Fred legjobb barátja Clarence M. Clark volt, akivel 1881-ben a Tenisz Társaság bajnokai lettek, majd később sógorokká, és egymás tanácsadóivá váltak.
Taylor 1872 és 1874 között a Phillips Exeter Akadémián tanult, ahol műszaki területen ígéretes tehetséget mutatott. Apja kérésének eleget téve mérnöki pálya helyett Harvardra iratkozott be, de látászavarai miatt visszatért Philadelphiába. Ezután gépmunkási tanoncként helyezkedett el, ami későbbi életpályájához nagy segítségnek bizonyult. Később, látászavarát szakmai fejlődése fordítópontjának tekintette. Egy különleges szemüveg kissé javította látását.
1879-ben továbbtanult a Stephens műszaki főiskolán részidős tanulóként (közben dolgozott). 4 évvel később kiváló eredménnyel kapta meg gépészmérnöki diplomáját. A gépmunkási tapasztalatait és mérnöki tanulmányait kamatoztatva dolgozta fel magát a vállalati ranglétrán, miközben kifejlődött az a véleménye, hogy a korabeli termelésirányítók képzetlen amatörizmusa a vállalat kárára van. 1884-ben a Midville acélgyár felső vezetésébe került, ahol vezetési elméleteit gyakorlatba is átültethette. 2 évvel később 1886-ban a vállalat tulajdonossá válásának reménye szertefoszlott, amikor Edward Clark eladta a vállalatot Charles Harrah-nak, és az ő fia vette át annak vezetését.
1890-ben Clark tanácsára korábban a Nyugat-Virginia szénbányákba fektetett pénzéből meggazdagodott és a gépműhelyi tapasztalatait felhasználva tulajdonos helyett menedzsment teoretikussá vált. Mikor John Pereant Morgan felkérte papírgyárának vezetésére, „igen” választ adott. A következő három évben mindent megpróbált a vállalat működésének javítására, de a környezeti feltételek sajátossága miatt csak korlátozott eredményeket érhetett el.
1898-ban a Bethlehem Vasgyárban (később Bethlehem Acél Vállalat) helyezkedett el, ahol első feladata a „békebér-rendszer” elfogadtatása volt, amiben meglehetősen sikeressé vált, és a vállalaton belül nagy hatalomra tett szert. Új hatalmával és osztálya bővítésével a Bethlehem acélgyárat a leleményes, találékony munka kiállításává varázsolta. Szerencsétlenségére, a vállalat 1901-ben gazdát cserélt, és ennek következtében hatalmát, sőt, állását is elvesztette. A tizenegy évvel korábbi gazdagsága lehetővé tette független életét és így nyugalmazott életét könyvírásra áldozta.
Egészsége 1910-ben megromlott. 1911-ben adta ki két hírnevessé vált könyvét: „Az üzemirányítás”-t és a „A tudományos irányítás alapelvei”-t. Könyveinek sikere nyomán élete végéig előadásokat tartott. 1915. március 21-én  – egy előadására való utazása közben –  tüdőgyulladásban meghalt.

## Taylorizmus
Taylor 1911-ben kiadott „A tudományos irányítás alapelvei” című könyvében leírt alapelvek később „Taylorizmus” néven váltak ismertté. A könyvben leírt alapelvek közül a következő négyet említjük meg:
1. Dolgozz ki egy „tudományt” minden munka számára. Ezalatt azt értette, hogy a munka tervezésekor minden mozdulatot, szabványos munkaeszközt és alkalmas munkakörülményt figyelembe kell venni.
2. Figyelmesen válaszd ki a feladatra legalkalmasabb munkásokat.
3. Gondosan képezd ki ezeket a munkásokat a feladat elvégzésére és biztosítsd a kidolgozott munkafeltételeknek megfelelő együttműködés minden feltételét.
4. Támogasd ezeket a munkásokat munkájuk elvégzésének megtervezésében és munkájuk elvégzésének simaságában.

Taylor a következő kijelentést tette: 

„A munkairányító fő feladatának a munkáltató jólétének a munkavállaló jólétével való biztosítása kell hogy legyen. ”
Becker és Steele ezt a következőkkel egészítette ki:

„Taylorizmus a század elejétől kezdve a szervezetek egy fontos része, és azt az elmúlt 75 évben az amerikai vállalatok kristálytisztára csiszolták. ” (Workplace by Design, Franklin Becker/Fritz Steele, 1995)
A kérdésre, hogy „Milyen hatással volt ebben az időben a Taylorizmus a szervezetekre?”, a következő választ lehet adni:

„A vállalati rend, a futószalaggal, a munkahelyek megkülönböztetésével és a szervezet méretének megnövekedésével követelte meg az új típusú iroda- és a szabályozottabb időbeosztás kialakítását” (Üzleti veszélyek: Férfiak és nők a hivatali irodában, A. Kwolek-Folland 1994)
Taylorizmus azonnal megváltoztatta a szervezetek működését. Korábban, a szervezetek rendszerint otthonokból, vagy formális üzlethelyiségekből üzemeltek. A dolgozók közötti információ- és gondolatáramlatnak nem voltak akadályai. Taylorizmus a szervezetek e jellegzetességét hirtelen megváltoztatta. A második világháború utáni szervezetekre való hatását a következő lista érzékelteti:
- Vezetési rangsor
- Merev, rugalmasság hiánya
- A gyártási és irodai munka különválása
- A munka, szakosodása folytán felosztódott a főosztályok között
- Az irodák részekre tagolódtak
- Az iroda státusz-szimbólummá vált
- A végtermék többé nem vevő-központú, azaz öncélúvá vált
- Az igények meghaladták a lehetőségeket
- A gyártó- és ipari típusú vállalatok uralkodókká váltak

## Mai irányzatok

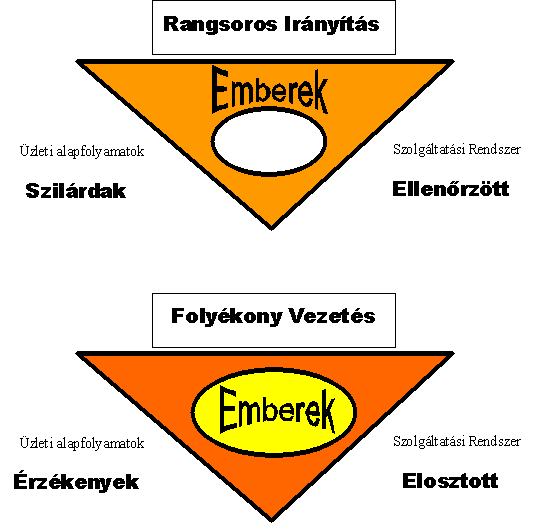
Taylorizmus fejlődése

A Taylorizmus fejlődését és mai értelmezését a következő két modell mutatja:
Eredetileg a Taylorizmus gondosan kidolgozott üzleti alapfolyamatokra épült és hasonlóan ellenőrzött szolgáltatási rendszert használt. Az így kialakult rangsoros irányítás központja a szervezetben lévő emberek igényeit az üzleti célokkal szemben másodlagosnak tekintette.
A mai posztmodern szervezeti vezetéselméletek e rendszer átalakítását javasolják (ld. Johansen, R. és Swigart, R., Senge és mások munkáit). Ez átalakítások lényege a szervezet rugalmasságának növelése, mely a piac igényeinek változásaira érzékenyebben (gyorsabban) tud reagálni. Ehhez a szolgáltatási- és információs rendszerek központi ellenőrzését meg kell osztani, hogy a szervezet minden tagja állandóan a közös célok érdekében dolgozhassanak. Az ily módon átalakult munkaszervezés folyékony vezetése az emberek igényeit a szervezet céljaiba hozza és azokat emberközpontúvá teszi.
Az új szervezetek jellegzetességei a következők:
- Mozgékonyság
- Horizontális / sík vezetési szerkezet
- Rugalmas és gyors
- Vevőközpontú
- Globális
- Bizonytalan (a megosztottságból kifolyólag)
- A változásokhoz végtelenül alkalmazkodni képes
- Csoportalapú vezetés (központi helyett)
- Kapcsolattartás (kapcsolat-hálózatokon keresztül)

Johansen és Swigart „Mozgó talaj: Szervezetek Ma” című cikkükben az új kor szervezeteit halászhálókhoz hasonlítják: „A halászháló rugalmas; formája a szükségletek szerint könnyen és gyorsan változtatható. A középszintű vezetés most a csúcson van és a következő pillanatban középre kerül. A halászháló-szervezetek gyorsan alakulhatnak át lényegi erejük megtartásával. ”
Más helyen az új szervezeti szerkezetet „bármikor/bárhol gazdaság”-nak hívják. Az egyre gyorsabban fejlődő és terjedő technológia szerintük az új információ-kor körülményeiben a szervezet működésének lendületét is fokozza. A dolgozók egyre kevésbé vannak helyhez kötve, bárhol dolgozhatnak: repülőgépen, szállodákban, autójukban, golfpályán, vagy a strandon mobiljuk, hordozható számítógépük, összehangolt szoftver munkacsoportok és fax segítségével. A hely a legtöbb ember számára lényegtelené válik – kulturális és földrajzi határokat bármikor könnyedén átléphetik.

## Magyarul megjelent művei
- Üzemvezetés; előszó, jegyz. Marosi Miklós, ford. Várnai Györgyné; Közgazdasági és Jogi, Bp., 1983

## Fordítás
- Ez a szócikk részben vagy egészben  a   Frederick Winslow Taylor című angol Wikipédia-szócikk fordításán alapul.  Az eredeti cikk szerkesztőit annak laptörténete sorolja fel. Ez a jelzés csupán a megfogalmazás eredetét és a szerzői jogokat jelzi, nem szolgál a cikkben szereplő információk forrásmegjelöléseként.